# MSEide+MSEgui
Az MSEide+MSEgui egy többplatformos IDE (Integrated Development Environment Integrált Fejlesztő környezet), amelyet Martin Schreiber svájci programozó kezdett fejleszteni 1999-ben. Fordítóprogramként a Free Pascalt használja, amelynek a mottója: Write once compile anywhere (Írd meg egyszer és fordítsd le bárhol). A Free pascal minden fontosabb operációs rendszerre és processzorra képes kódot generálni., az MSEide+MSEgui azonban csak Windows és Linux alatt fut. Az elkészített program azonban bármely, a Free Pascal által támogatott platformra lefordítható. 
Pillanatnyilag a Lazarus jelentősen népszerűbb IDE a Free Pascalhoz, azonban a fejlesztők remélik, hogy az  MSEide+MSEgui több lehetőséget rejt magában.